# Eriogonum breedlovei
Eriogonum breedlovei là một loài thực vật có hoa trong họ Rau răm. Loài này được (J.T.Howell) Reveal mô tả khoa học đầu tiên năm 1966.